# Lucjusz Klodiusz Macer

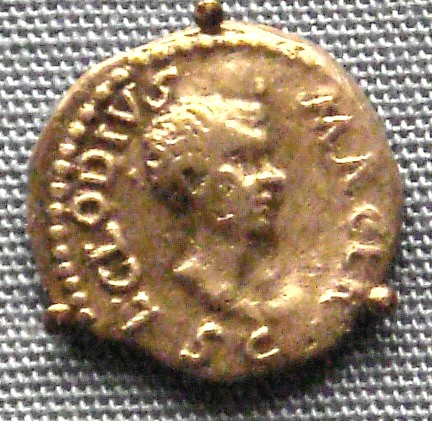
Srebrny denar (British Museum)

Lucius Clodius Macer (zm. wrzesień/październik 68) – legat za czasów cesarza Nerona, zarządzał prowincją Afryką, zbuntował się przeciwko Neronowi w 68 n.e.
Lucjusz Klodiusz Macer jako legat w Afryce dowodził Legio III Augusta. W kwietniu 68 n.e. wypowiedział posłuszeństwo Neronowi i ogłosił się propretorem Afryki. Tacyt podaje, że do buntu Macera doszło za namową Kalwii Kryspinilli. Po zamordowaniu Nerona powołał w Afryce nowy legion pod nazwą Legio I Macriana Liberatrix i został przywódcą buntu przeciwko nowemu cesarzowi Galbie. Wstrzymał dostawy zboża dla Rzymu. Jego wystąpienie było skierowane przeciwko tyranii Nerona, o czym świadczą zwroty LIBERATRIX oraz skrót SC (senatus consulto) na bitych przez niego monetach. Sam Klodiusz Macer został sportretowany bez wieńca lub diademu na głowie.
Macer został pokonany przez wojska Galby i zamordowany z rozkazu prokuratora Afryki Treboniusza Garucjanusa, między innymi przez setnika Papiriusza, który podlegał Gajuszowi Licyniuszowi Mucjanusowi. Legion utworzony przez Klodiusza Macera został rozwiązany przez Galbę, a potem Witeliusz wcielił byłych legionistów do swoich oddziałów.